# مراد وهبة باشا
مراد وهبة باشا (1879 ـ 1972) هو قاض وسياسي مصري، كان وزيرًا للزراعة، فوزيرًا للتجارة والصناعة.

## حياته
ورث مراد وهبة باشا أباه في القضاء والسياسة على حد سواء، فقد كان أبوه يوسف وهبة باشا قاضيًا، ثم شغل وزارتي الخارجية والمالية، قبل أن يشغل منصب رئيس الوزراء لفرة وجيزة، أما الابن فقد عمل قاضيًا بالمحاكم المختلطة والأهلية ومحكمة النقض والإبرام، ثم وزيرًا للزراعة في وزارة محمد محمود باشا الثانية (من 30 ديسمبر 1937 إلى 27 أبريل 1938)، فوزيرًا للتجارة والصناعة في وزارة محمد محمود باشا الثالثة.
وقد اهتم مراد وهبة باشا بتأسيس المتحف الزراعي إبان توليه منصب وزير الزراعة.

## أسرته
كان أبوه يوسف وهبة باشا (1852 ـ 1934) رئيسًا للوزراء في الفترة من 20 نوفمبر 1919 إلى 21 مايو 1920، وكان ابنه الدكتور مجدي وهبة (1925 ـ 1991) مترجمًا ومعجميًا وأستاذًا للأدب الإنجليزي بكلية آداب جامعة القاهرة وعضوًا بمجمع اللغة العربية بالقاهرة.

## تراثه
يُعدّ قصر مراد وهبة باشا من أشهر المعالم التاريخية في شارع قصر النيل بالقاهرة، وقد أُجّرت وحدات القصر بعد وفاته لبعض المنتفعين ولبنك دي روما ـ أو البنك الإيطالي ـ الذي أُمم في عهد جمال عبد الناصر، وتحول إلى بنك ناصر الاجتماعي.